# 아나스타시야 니콜라예브나 여대공
아나스타시야 니콜라예브나 여대공(러시아어: Великая Княжна Анастасия Николаевна: 1901년 6월 18일~ 1918년 7월 17일)은 러시아 제국의 마지막 주권자 니콜라이 2세와 그 아내 알릭스 폰 헤센다름슈타트 대공녀의 사녀이다.
아나스타시야 여대공은 올가, 타티야나, 마리야 여대공들의 여동생이며, 알렉세이 니콜라예비치 황태자의 누나이다. 1917년 러시아 혁명으로 제정이 폐지된 뒤, 1918년 7월 17일 예카테린부르크에서 볼셰비키의 비밀경찰 체카에게 부모 및 남매들과 함께 일가족이 몰살당했다.
그러나 아나스타시야 여대공이 죽지 않고 생존했다는 소문이 계속 돌아다녔으며, 공산정권이 수립되고 수십 년이 흐르고도 아나스타시야 여대공의 매장지가 밝혀지지 않는 점이 이런 의혹을 더욱 부채질했다. 황제 부처와 딸 세 명의 시체는 예카테린부르크 근처의 집단매장지에서 1991년에 발굴되었고, 알렉세이 황태자와 나머지 딸 한 명(아나스타시야 또는 마리야)의 시체는 2007년에 발견되었다. 그러므로 아나스타시야 생존설은 2007년 이후 물증으로써 완전히 부정되었다고 할 수 있다. 법의학 분석과 DNA 검사 결과 이 시체들이 러시아 황실 일가족의 시체가 맞다는 것, 즉 네 명의 여대공이 모두 1918년 같은 날 죽었음이 확증되었다.
많은 여자들이 자기가 생존한 아나스타시야라고 주장했다. 그 중 가장 유명한 사람이 애나 앤더슨이다. 앤더슨은 1984년 사망했는데, 1994년 앤더슨의 생체조직을 3년 전 발견된 유해들과 대조해본 결과 로마노프가와 아무 연관이 없음이 밝혀졌다.
2001년, 마리야는 자신의 가족 및 다른 러시아 혁명시의 교회 순교자들과 함께 러시아 정교회에 의해 성녀로 시성되었다.

## 생애

### 유년기

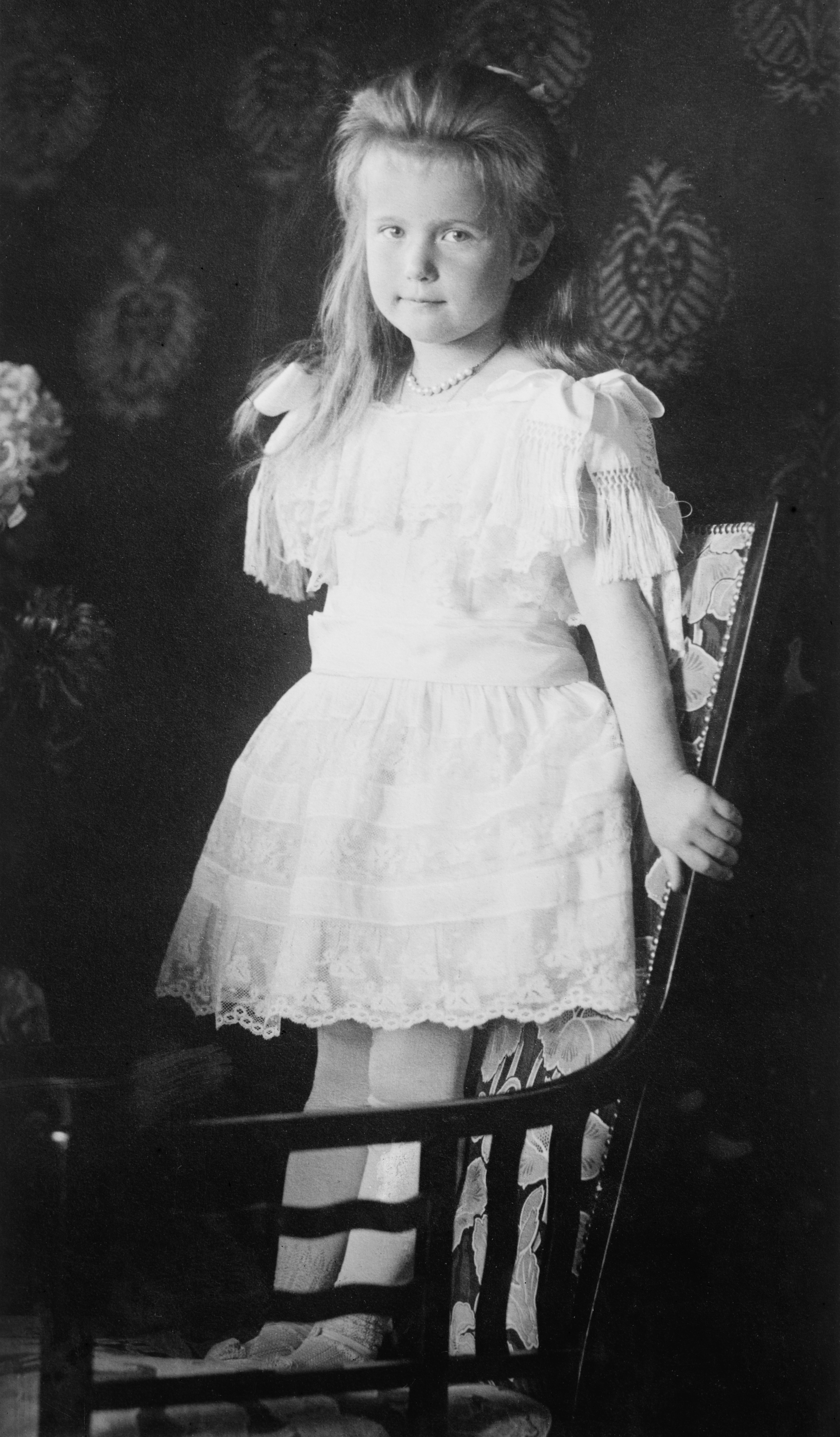
1906년 사진.

그전까지 딸만 셋을 두었기 때문에 후계자가 될 아들을 원했던 러시아 황실은 아나스타시야가 태어났을 때 실망했다. 니콜라이 2세는 출산을 한 황후 알릭스와 갓 태어난 아나스타시야를 보러 가기 전 한참 동안 혼자 산책을 했다. 황가의 사녀는 4세기의 순교자 성녀 아나스타시야 스렘스카의 이름을 붙였다. 딸이 태어난 기념으로 니콜라이 2세는 지난해 겨울에 페테르부르크와 모스크바에서 일어난 폭동으로 체포되었던 사람들에게 특사를 내렸기에 "사슬을 끊은 황녀(the breaker of chains)"라고도 불렸다. "아나스타시야"는 그리스 어원(Αναστασία)의 이름으로, "부활"이라는 의미다. 이것이 훗날 아나스타시야 생존설과 결부되어 회자되기도 했다. 아나스타시야의 작위는 여대공(러시아어: Великая Княжна 벨리키 크냐즈나[*], 영어: Grand Princess)으로, 러시아 제국에서 황제의 딸과 손녀들은 모두 이 작위를 받았다.
니콜라이 2세의 아이들은 비교적 소박하게 자랐다. 아프지 않으면 베개도 없이 간이침대에서 잤고, 아침에는 냉수로 목욕을 했으며, 방은 정갈히 정돈하고 수예를 해서 자선사업에 팔았다. 신하들을 포함한 황실 구성원들은 아나스타시야 여대공을 이름과 부칭으로 "아나스타시야 니콜라예브나(러시아어: Анастаси́я Никола́евна→니콜라이의 딸 아나스타시야)"라고 불렀고, 작위는 붙이지 않았다. 그 외에 이름의 프랑스어형인 "아나스타지(프랑스어: Anastasie [anastazi][*])", 러시아식 약칭인 "나스탸(러시아어: Настя)", "나스타스(러시아어: Настас)", "나스텐카(러시아어: Настенька)" 등의 애칭이 사용되었다. 가족들은 아나스타시야를 러시아어로 "작은 것"이라는 뜻의 "말렌카야(러시아어: Маленькая)", 또는 독일어로 "장난꾸러기"라는 뜻의 "슈비브지크(독일어: schwipsig 슈비프지히[*])"라고 불렀다.
별명에서 짐작할 수 있듯이, 어린 아나스타시야는 기운이 넘치는 악동이었다. 키는 작고 살이 토실토실했으며, 홍채는 벽안에 모발은 붉은끼가 도는 금발이었다. 네 여대공들의 아일랜드인 유모 마거릿 이거는 막 걸음마를 배울 무렵의 아나스타시야는 자기가 평생 본 모든 아기들보다 매력적이었다고 회고했다
똑똑했다는 말도 있지만, 공부에는 전혀 관심이 없었다. 아나스타시야의 선생이었던 스위스인 피에르 질라르, 영국인 찰스 시드니 기브스, 그리고 황후의 시녀였던 릴리 덴과 안나 뷰루보바는 아나스타시야를 활기 넘치고 짖궂은 말썽쟁이로, 연기하는 재능이 배우처럼 뛰어나다고 회고했다. 그러면서도 이따금씩 날카로운 재치가 예민한 부분을 지적하기도 했다고 한다.
아나스타시야의 대담한 행동은 때때로 용인될 수 있는 범위를 벗어나기도 했다. 어의 예브게니 보트킨(나중에 예카테린부르크에서 황제 일가와 함께 총살당함)의 아들 글레프 보트킨은 아나스타시야가 벌 받을 만한 일을 하기로는 황가에서 기록을 세웠을 것이며, 말썽부리는 분야에서는 실로 천재적이었다고 말했다. 아나스타시야는 하인들을 넘어뜨리거나 선생들에게 장난을 치고, 나무 위에 올라가서는 내려오지 않는 일도 있었다. 한번은 폴란드의 황실 사유지에서 눈싸움을 하는데, 아나스타시야가 눈 속에 돌을 넣고 언니 타티야나에게 던져서 그걸 맞은 타티야나가 쓰러지기도 했다. 7촌 재종고모(니콜라이 1세의 손녀) 니나 대공녀는 “아나스타시야는 거의 사악하다고 할 만큼 고약했다”고 회고했다. 아나스타시야는 놀다가 놀이 상대를 속이거나, 발로 차거나, 할퀴기도 했다. 또 니나가 자기보다 키가 컸기 때문에 그 점을 분해했다. 언니들이 하는 것에 비해 아나스타시야는 외모에 큰 신경을 쓰지 않았다. 러시아 주재 미국 대사 포스트 휠러의 아내였던 작가 헤일리 어미니 리브스는 10살짜리 아나스타시야가 페테르부르크 오페라하우스에서 팔목까지 오는 흰색 오페라 장갑을 낀 채로 초콜릿을 먹어 장갑을 더럽히면서도 아무렇지 않아하는 것을 보았다고 한다.
아나스타시야는 바로 윗 언니인 마리야와 친했다. 마리야와 아나스타시야는 방을 같이 썼으며, 같은 옷을 입는 일도 자주 있었고, 많은 시간을 함께 보냈다. 한편 장녀와 차녀인 올가와 타티야나도 방을 같이 썼는데, 마리야와 아나스타시야를 "작은 짝(The Little Pair)", 올가와 타티야나를 "큰 짝(The Big Pair)"이라고 불렀다. 4자매는 종종 편지에 OTMA라고 서명하기도 했는데, 이것은 자매들의 이름의 머릿글자(올가의 O, 타티야나의 T, 마리야의 M, 아나스타시야의 A)를 따온 것이다.
하지만 아나스타시야는 성격이 활기찼을 뿐, 건강은 그리 좋지 않았다. 두 엄지발가락에 모두 건막류가 생겨 고생했고, 등 근육이 약해서 1주일에 2회 안마를 받았다. 아나스타시야는 이 안마를 싫어해서 침대 밑이나 장롱 속에 숨었다. 1914년 12월, 아나스타시야의 언니 마리야가 발톱 제거 수술을 받던 도중 피가 멎지 않는 사태가 발생한 적이 있었다. 수술 집도의는 당황했지만 황후의 명에 의해 수술을 속행했다. 그것을 본 4자매의 고모 올가 여대공은 네 명의 조카딸이 모두 모계로부터 유전자를 물려받은 혈우병 보인자였을 것이라고 믿었다. 혈우병 환자가 아닌 보인자도 응고인자가 적어서 대출혈을 일으킬 수 있다. 2009년 황제 일가의 유해를 DNA 검사해본 결과, 막내아들 알렉세이 황태자는 B형 혈우병 환자였음이 확증되었다. 알릭스 황후와 황녀 한 명(아나스타시야 또는 마리야)은 보인자로 확인되었다. 즉, 아나스타시야가 장성해서 아이를 낳았다면 그 아이 역시 혈우병 유전자를 물려받았을 수도 있다. 알렉세이의 혈우병은 만성적이었고 불치병이었다. 알렉세이는 영구장애인이라고 보아야 할 정도로 지속적으로 혈우발작을 일으켰다.

### 라스푸틴 전횡기

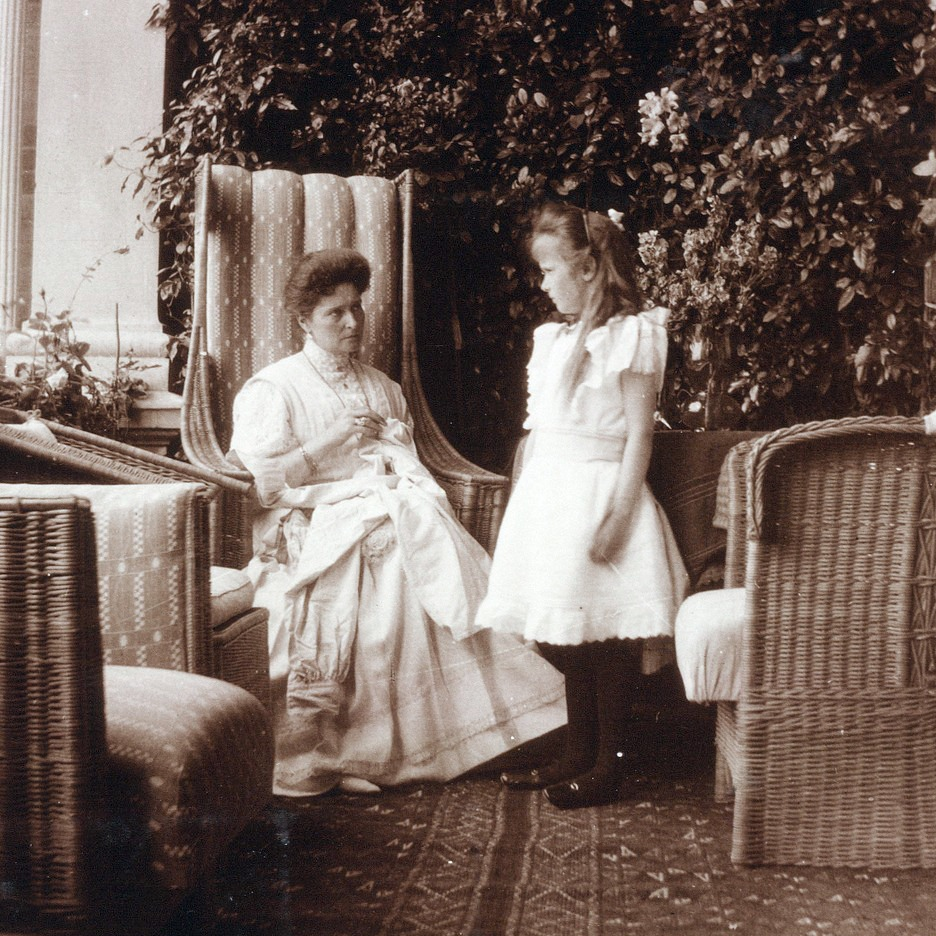
모후 알릭스와 아나스타시야 여대공. 1908년경 사진.

황후는 황태자의 혈우병을 고치기 위해 방랑 스타리츠(동방 정교회의 구루) 출신의 그리고리 라스푸틴에게 의존하게 되었고, 병든 황태자를 치료하기 위해 온갖 기도와 치성을 드렸다. 황후는 아나스타시야와 자매들에게 라스푸틴을 "친구"로 여기며 그를 신뢰하고 허물을 나누라고 했다. 1907년 가을, 아나스타시야의 고모 올가 여대공이 오라비 황제와 함께 아이들 방에서 라스푸틴을 만나 보았다. 아나스타시야와 자매들, 그리고 남동생 알렉세이는 라스푸틴 앞에서 잠옷바람으로 있었다. 올가 여대공은 아이들이 라스푸틴을 좋아하고 그를 매우 편히 여긴다고 생각했다. 라스푸틴이 황자녀들과 우호적으로 지냈다는 것은 그가 아이들에게 보낸 메시지들에서도 확인된다. 1909년 2월, 라스푸틴은 황자녀들에게 “하느님의 자연, 이 지상에 하느님께서 창조하신 모든 것을 사랑하십시오. 주님의 어머니께서는 언제나 화훼와 수예에 열중하셨습니다”라는 전보를 보냈다.
하지만 여대공들의 유모 소피아 이바노바 튜트체바는 1910년 라스푸틴이 여자아이들이 잠옷바람으로 있는 방에 드나든다는 것을 알고 충격을 받았고 그의 출입을 막아 달라고 요청했다. 니콜라이 2세는 라스푸틴에게 앞으로 아이들 방은 출입을 삼가해 달라고 부탁했다. 아이들은 이런 분위기를 눈치채고 모후가 튜트체바에게 노할 것을 두려워했다. 아나스타샤의 언니 타티야나(당시 12세)는 1910년 3월 8일자 일기에 이렇게 적었다. “S.I.(소피아 이바노바)가 우리 친구에 관해 무언가 나쁜 이야기를 했을까봐 심한 걱정 …… 유모도 우리 친구와 잘 지내면 좋을텐데.”

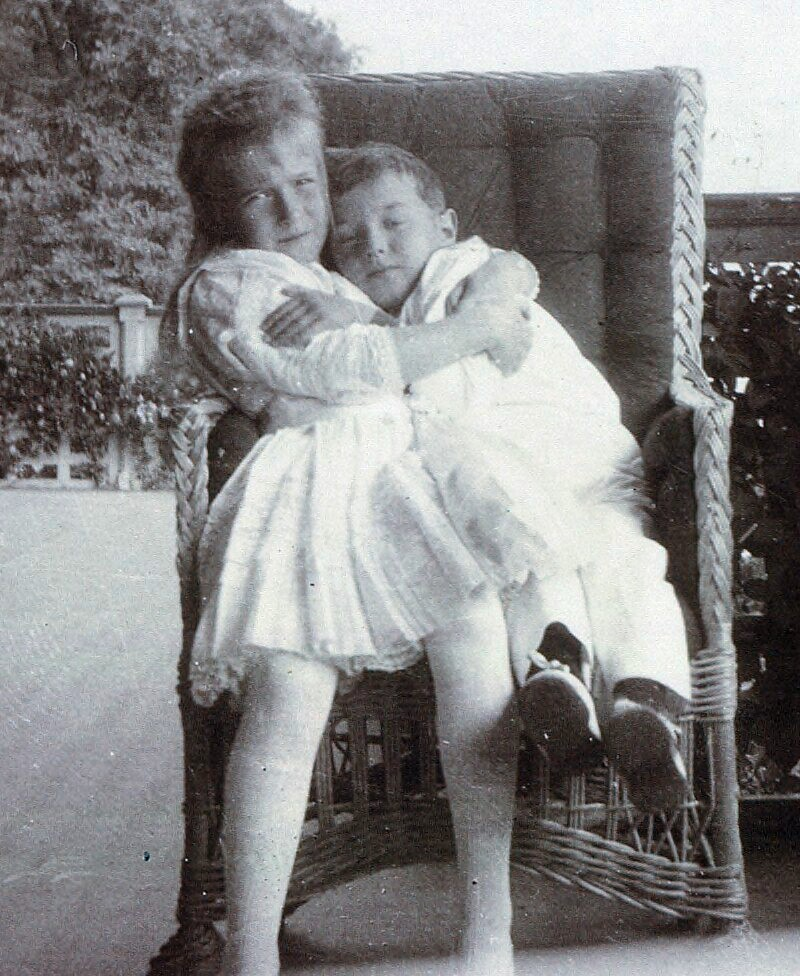
남동생 알렉세이 황태자와 아나스타시야 여대공.

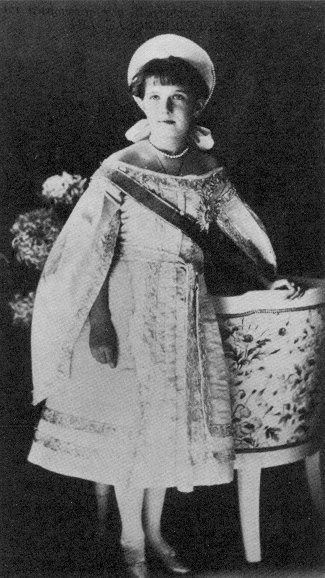
1910년 예복을 입은 아나스타시야 여대공.

걱정대로 튜트체바는 잘리고 말았다. 튜트체바는 다른 황족들에게 전후사정을 이야기했다. 라스푸틴이 아이들에게 무슨 이상한 짓을 하지는 않은 것 같지만, 황실 일가문중은 발칵 뒤집혔다. 튜트체바는 니콜라이 2세의 여동생이며 5촌 당숙모인 크세니야 알렉산드로브나 여대공에게 라스푸틴이 황녀들이 잠자리에 들 시간에 찾아가 안아주고 더듬으며, 자신에게 라스푸틴에 관한 이야기를 하지 못하도록 황후가 아이들에게 시키는데다, 유모나 시녀들이 알지 못하게 라스푸틴이 몰래 다녀가게 한다는 등의 이야기를 했다. 크세니야는 1910년 3월 15일자 일기에 “알릭스와 아이들의 그 불길한 그리고리에 대한 태도(그들은 마치 그가 성자인 것처럼 생각하는데, 아무리 봐도 저 자는 흘리스트파 이단이 아닌가!)”를 이해할 수 없다고 썼다.
1910년 봄, 유모들 중 하나인 마리야 이바노바 비슈냐코바가 라스푸틴에게 강간당했다고 주장했다. 하지만 황후는 비슈냐코바의 말을 믿지 않았으며, “라스푸틴이 하는 모든 것은 성스럽다”고 우겼다. 올가 여대공은 비슈냐코바의 주장이 즉시 수사에 들어가기는 했는데, 라스푸틴이 아니라 웬 카자크 친위병과 동침하고 있던 젊은 여자를 잡아갔다는 이야기를 들었다. 이후 비슈냐코바는 라스푸틴을 볼 수 없는 자리를 전전하다가 1913년에는 아예 잘려 버렸다.
하지만 상황은 악화일로로, 급기야는 라스푸틴이 황후 뿐 아니라 여대공 4자매까지 홀렸다는 소문이 돌기 시작했다. 소문은 기름을 끼얹은 듯이 불탔다. 라스푸틴이 황후나 여대공들에게 쓴 편지가 세간에 돌아다녔다. 하지만 현재까지 라스푸틴이 여대공들을 건드렸다는 증거가 밝혀진 바는 없다. 아나스타시야는 라스푸틴에게 보낸 편지에서 이렇게 썼다. “소중하고 유일한 친구께. 얼마나 다시 보고 싶은지 몰라요. 오늘은 꿈에 나타나셨어요. 언제나 엄마에게 당신이 언제 다시 오냐고 물어요 …… 언제나 당신 생각을 해요, 왜냐하면 제게 늘 다정하시니 ……”
그 뒤 라스푸틴이 황후와 네 여대공들, 안나 뷰루보바와 성관계를 하는 포르노 만화가 한동안 돌아다녔다. 이 지경이 되자 니콜라이 2세는 라스푸틴에게 당분간 페테르부르크를 떠나 있으라고 명령했다. 알릭스 황후는 불쾌해했고, 라스푸틴은 팔레스타인으로 순례 여행을 떠났다. 이런 추문에도 불구하고 황제 일가는 1916년 12월 17일 라스푸틴이 살해당할 때까지 계속 교류를 유지했다. 알릭스 황후는 1916년 12월 6일 남편에게 “우리 친구가 우리 계집애들에게 얼마나 만족하는지, 아이들이 나이에 맞지 않게 많은 ‘경험’을 했고, 영혼들도 아주 잘 잡혀 있다더라”는 둥 이야기했다.
A. A. 모르디노프는 회고록에서 네 여대공이 라스푸틴의 죽음을 듣고 극심하게 냉정을 잃은 것이 눈에 보일 정도였다고 썼다. 그들은 침대에 앉아서 라스푸틴이 죽었다는 소식을 들었다. 모르디노프에 따르면 네 소녀들은 우울해했으며, 곧 닥칠 것 같은 정치적 대격변을 어떻게든 감지하고 있는 것 같아 보였다. 아나스타시야와 모후, 자매들은 성화상에 돌아가며 서명을 해서 라스푸틴과 함께 매장했다. 아나스타시야는 1916년 12월 21일 라스푸틴의 장례식에도 참여했다. 황제 일가는 라스푸틴의 무덤 위에 교회를 지으려는 계획까지 세웠다. 훗날 볼셰비키들에게 총살될 때까지 아나스타시야와 자매들은 모두 라스푸틴의 사진과 기도문이 들어 있는 부적을 지니고 있었다.

### 로마노프 왕조의 멸망과 죽음

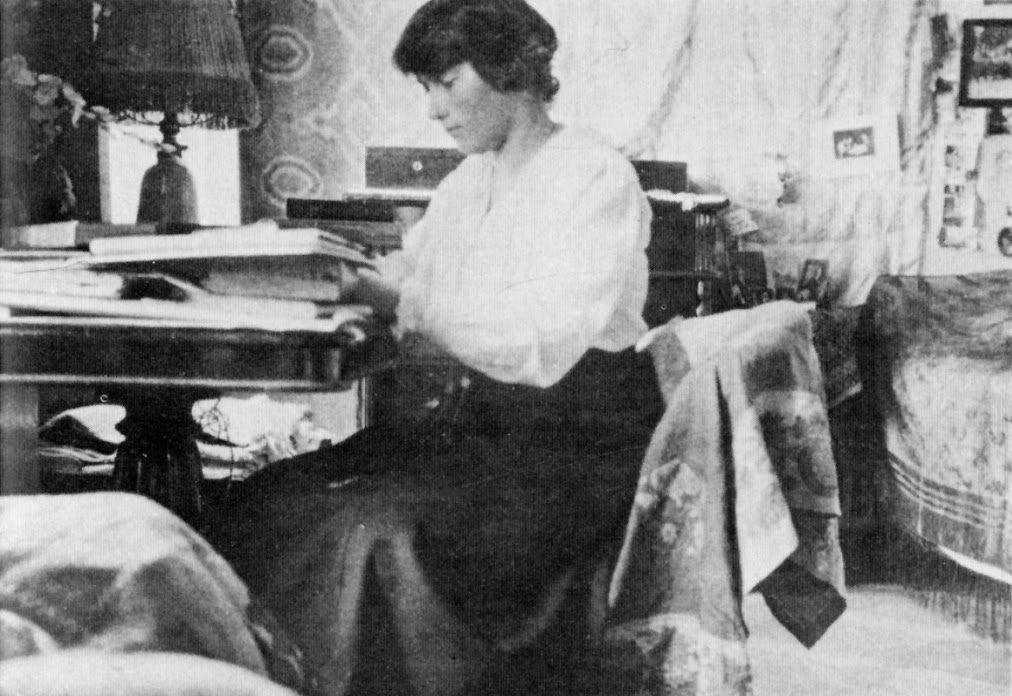
1918년 봄 토볼스크에서 감금된 아나스타샤 여대공.

러시아 혁명으로 로마노프 왕조가 망한 뒤 차르 일가는 유폐되었다가 후일 러시아 내전 기간 예카테린부르크에서 처형되었는데, 당시 17세 소녀였던 아나스타시야 역시 가족과 함께 살해당해 죽었다.
볼셰비키 내부적으로도 죽이는 건 지나치지 않냐는 이견이 있었지만 당시 로마노프 황가를 붙잡고 있었던 볼셰비키 적군 부대는 이미 본대와 낙오되어 떨어져 있던 상황에 백군이 코 앞까지 당도했단 소식을 듣곤 공포에 질려서 자체적인 회의를 통해 결국 죽여야 한다는 결론에 다다른 것이었다. 더군다나 볼셰비키 내부 주요 인사들이었던 스탈린, 트로츠키 등 로마노프 왕조에 대한 강경파들의 의견이었고, 내전 당시 로마노프 왕조의 생존한 황족을 추대해 복벽을 하려는 반동 모의가 많아서 황족 제거를 통해 그 가능성을 예방하려 했던 것이다.
처형 집행자들은 잠자는 차르 일가를 깨워, 이동한다고 속여 지하실에 집합시킨 뒤 총살했다. 전해지는 소문에 따르면 첫 사격을 당했던 직후에는 보석으로 만들어진 코르셋이 방탄 작용을 해서 기절만 하고 즉사하지는 않았다고 한다. 그러나 고통에 신음하는 바람에 생존 사실이 들켜 이를 눈치까고 만 처형 집행자들의 총검에 찔렸고, 결국 사망에 이르렀다.
코르셋 전체에 보석을 박아넣어 황녀들을 향해 쏜 총알이 마구 튕겨나올 지경이었다고 하는데, 평소에 황가 여성들이 보이지도 않는 코르셋에 보석을 잔뜩 박아넣을 정도로 사치스러운 생활을 했던 것은 아니다. 유배 생활을 시작하면서 몰래 가져온 보석들을 숨겨둘 장소가 필요했고, 옷을 입으면 안 보이는 데다가 상관없는, 남이 만질 수 없는 적격의 장소가 코르셋이었던 것이다.  매사를 감시당하는 굴욕적이고 힘든 유배 생활을 할 때에도, 애지중지하던 반려견 지미와 늘 함께 다니며 극진히 보살필 정도로 정이 많았다. 그리고 이 반려견 지미는 아나스타시야가 처형당하던 그 순간까지도 주인과 함께 하다가 같이 최후를 맞았다.
다음날에는 아나스타시야의 둘째 이모인 옐리자베타 대공비도 살해되었다. 옐리자베타 대공비는 알렉산드라 표도로브나 황후의 둘째 언니로, 알렉산드라 황후보다 10년 먼저 러시아 제국에 시집와서 살고 있었다. 니콜라이 2세와 알렉산드라 황후가 처음 만나 사랑에 빠진 것도, 세르게이 대공과 옐리자베타의 결혼식에서였다. 세르게이 대공이 죽은 후 옐리자베타 대공비는 자신의 집을 수녀원으로 개조하였고, 수녀가 되어 어려운 사람들을 위하여 자선과 봉사에 전념하는 삶을 살았다. 그러나 러시아 내전 와중에 다른 황족들과 함께 살해되었다.

## 같이 보기
- 니콜라이 2세
- OTMA
- 그리고리 라스푸틴